# Alebra albostriatella
Espèce
Alebra albostriatella est une des trois espèces d'insectes du genre Alebra.
Longue de 4 mm, on la trouve à partir de l'été sur les chênes.
On la trouve de l'Europe au Japon et en Amérique du Nord.

## Synonymes
- Alebra brunnea Ribaut 1936
- Alebra diluta Ribaut 1936
- Alebra eburnea DeLong 1918
- Alebra flavocephala Kupka 1899
- Cicada elegantula Zetterstedt 1828
- Eupteryx fasciata Curtis 1837
- Typhlocyba aurovittata Douglas 1875
- Typhlocyba fastuosa Graaf, Six & Snellen 1862